# Zimmersheim
 Zimmersheim  (en alsacià Zímmersche) és un municipi francès, situat a la regió del Gran Est, al departament de l'Alt Rin. L'any 2005 tenia 996 habitants.

## Demografia
| 1962 | 1968 | 1975 | 1982 | 1990 | 1999  |
| ---- | ---- | ---- | ---- | ---- | ----- |
| 331  | 368  | 697  | 826  | 931  | 1.024 |

## Administració
| Període   | Identitat          | Partit |
| --------- | ------------------ | ------ |
| 1983-1995 | Henri Fischer      |        |
| 1995-2008 | André Ringenbach   |        |
| 2008-     | Jean-Claude Mandry |        |